# 北門區

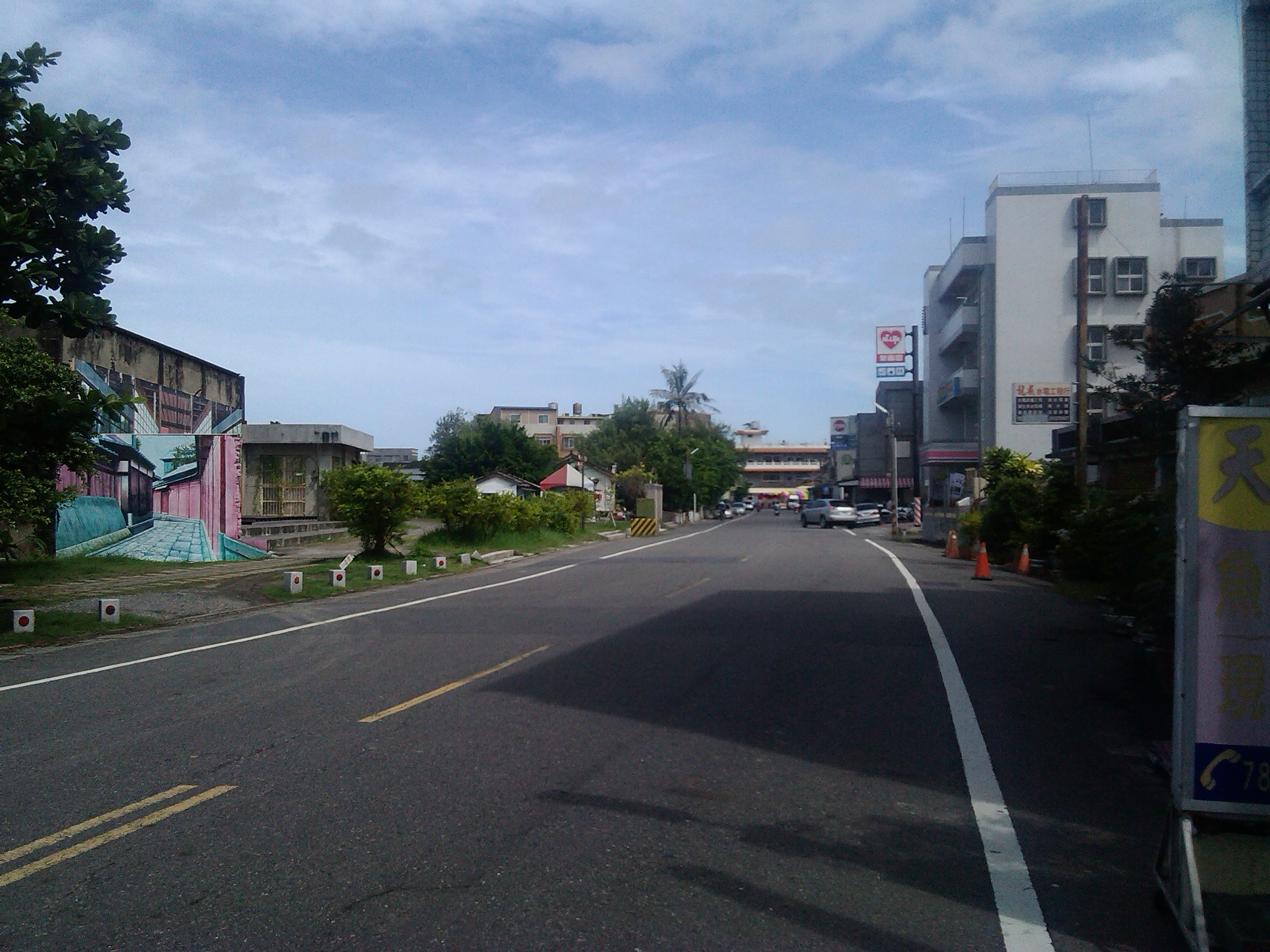
北門市區

23°16′04″N 120°07′32″E / 23.267724°N 120.125445°E
北門區，舊稱「北門嶼」，前身「北門鄉」，位於中華民國臺南市西北隅，西濱臺灣海峽，東臨學甲區，南隔將軍溪接將軍區，北則以八掌溪與臺灣省嘉義縣義竹鄉、布袋鎮相鄰。
北門區為昔日倒風內海淤淺泥積而成，急水溪自北門區橫貫流入臺灣海峽，沿海有紅樹林分布，動植物資源相當豐富，氣候屬熱帶季風氣候，產業以農業及養殖漁業為主。

## 歷史
北門區原來是倒風內海急水溪口外的沙洲島，舊名「北門嶼」，因位於臺灣府北方而得名，是過去倒風內海與臺江內海各港口往來的航運必經孔道，大約在清乾隆末年到嘉慶年間因泥沙淤積而與陸地相連。道光年間曾大力發展鹽業，在日治初期一度因廢止鹽專賣而沒落，但在1899年恢復鹽專賣後再度興盛。
日治時期，1895年6月28日，全臺改設三縣一廳，北門隸屬臺灣縣嘉義支廳；8月6日改設一縣一廳二支部，屬臺灣民政支部嘉義出張所；11月，嘉義出張所改屬臺南民政支部:107－108。1896年4月復改三縣一廳，屬臺南縣嘉義支廳:108。1897年5月27日改設六縣三廳，屬嘉義縣鹽水港辦務署學甲堡:109－110。1898年6月改設三縣三廳，屬臺南縣鹽水港辦務署學甲堡:110。1901年11月，全臺劃分為二十廳，北門隸屬鹽水港廳北門嶼支廳:110－111。1909年10月改設十二廳，屬臺南廳鹽水港支廳:111－112。1920年，臺灣行政區劃改為州廳、郡、市街庄制，設北門隸屬臺南州北門郡。北門轄北門、蚵寮、渡子頭、溪底寮等4個大字:113。
二戰後，1946年，北門庄改為「北門鄉」，為二等鄉，隸屬臺南縣北門區:140－141。1950年，廢除區署，北門鄉改由臺南縣直轄，共轄18村:141。2010年，實施五都改制，臺南市與臺南縣合併升格為直轄市，北門鄉改稱為「北門區」，下轄的村皆改稱為「里」:142。境內村里數自二戰後起，共歷經三次變更:141－142，至2018年4月30日起，北門區下轄里數調整為10里。
此外，北門區曾是烏腳病主要流行地區之一。

## 地理

### 位置
北門區位於臺灣西南沿海，臺南市的西北隅，東鄰學甲區，西濱臺灣海峽，南以將軍溪與將軍區為界，北以八掌溪與嘉義縣布袋鎮和義竹鄉毗連:4。

### 水文
北門區的河川主要有八掌溪、急水溪與將軍溪。八掌溪發源於阿里山山脈上的奮起湖，全溪流域面積為474.74平方公里，幹流長度為80.86公里，流經北門區北邊並形成該區與嘉義縣義竹鄉、布袋鎮的天然界線。急水溪發源於白河區關子嶺一帶地區，全溪流域面積為379平方公里，幹流長度為65公里，並流經北門區境內北部。將軍溪，原名「漚汪溪」，又稱「灣裡溪」，發源於官田區一帶的平原，主流長度為24.2公里，流經北門區南方並形成該區與將軍區的界線，該溪為1823年之前曾文溪下游河道的殘跡:34。

### 氣候
北門區由於地勢低平，西南季風帶入的水氣不易舉升冷凝致雨，且處於東北季風的背風面，因此雨量較少:28。年均溫為攝氏24度，月均溫最高為7月的攝氏29.3度，最低為1月的攝氏16.9度:26。全年降雨量為1,663.1毫米，6月降雨量最多，1月和12月降雨量最少:28。年平均日照時數為2,341.3小時，屬於臺灣日照時數較多的地區:31－33。

### 人口
1946年北門鄉人口15,767人，1950年代隨著中國大陸來臺軍民以及戰後嬰兒潮的影響，人口成長快速，至1966年北門鄉人口數為歷年最多，有19,502人:305－308。唯自1960年代開始，隨著臺灣產業經濟結構變動，且因曬鹽工作勞動度大，北門鄉大量青壯人口紛紛轉業並外移找工作，因此北門鄉自此人口不斷流失。其中1970年代至1990年代之間北門鄉每年外移人口皆在1,000人以上，並主要移往臺北和高雄等地:142。1990年代後隨著南部科學園區的設立，為臺南縣提供大量工作機會，因此1999年後北門鄉人口減少情形已逐漸由往外縣市移動轉為縣內移動:143。根據臺南市學甲戶政事務所統計，2024年底時北門區戶數約3千9百多戶，人口約9千7百多人，區內人口最多與最少的里分別是保吉里與雙春里，兩里人口分別為1,407人與444人。而在2020年臺灣人口普查時，北門區戶籍人口有10,628人，常住人口（平日夜間人口）則僅有7,702人，減少約27.53%，屬於臺南市常住人口較戶籍人口減少比例偏高的行政區。
北門的人口性別比自1946年後大致維持在100至112之間，即男性人數多於女性人數，性別比最高時期則在1970年代至1980年代之間，此後性別比則呈現逐年下降趨勢，至2022年底為止則為100.85，為歷年最低:321－323。北門區與臺灣其它地區相同，面臨少子化與人口老化的問題。1950年時，北門鄉人口0至14歲幼年人口佔比為42.64%，15至64歲壯年人口佔比為54.75%，65歲以上老年人口佔比則為2.61%。隨著家庭計劃政策的推動、經濟結構的轉型及未婚人口的增加，致使生育率下降，幼年人口逐漸減少，同時由於醫療保健水準的進步，生活品質提升使得平均壽命延長，促使北門人口老化情形逐漸嚴重:328。北門老年人口比例已於1990年達到7%而正式進入高齡化社會:328，2004年12月達到14%而進入高齡社會。至2010年為止，北門區人口0至14歲幼年人口佔比為10.95%，15至64歲壯年人口佔比為73.83%，65歲以上老年人口佔比則為15.22%:328。其後老年人口比例更在2021年3月達到20%，北門區因此已進入超高齡社會。

## 政治

### 歷任首長
| 屆次 | 姓名   | 任期                           | 備註 |
| 1    | 曾榮嘉 | 2010年12月25日－2018年12月17日 | 退休 |
| 2    | 陳秀嫣 | 2018年12月17日－2019年7月17日  | 代理 |
| 3    | 張明寶 | 2019年7月17日－2021年4月14日   |      |
| 4    | 吳朝立 | 2021年4月14日－2021年8月30日   |      |
| 5    | 張政郎 | 2021年8月30日－2025年1月8日    |      |
| 6    | 林建男 | 2025年1月8日－                 | 現任 |

### 區政組織

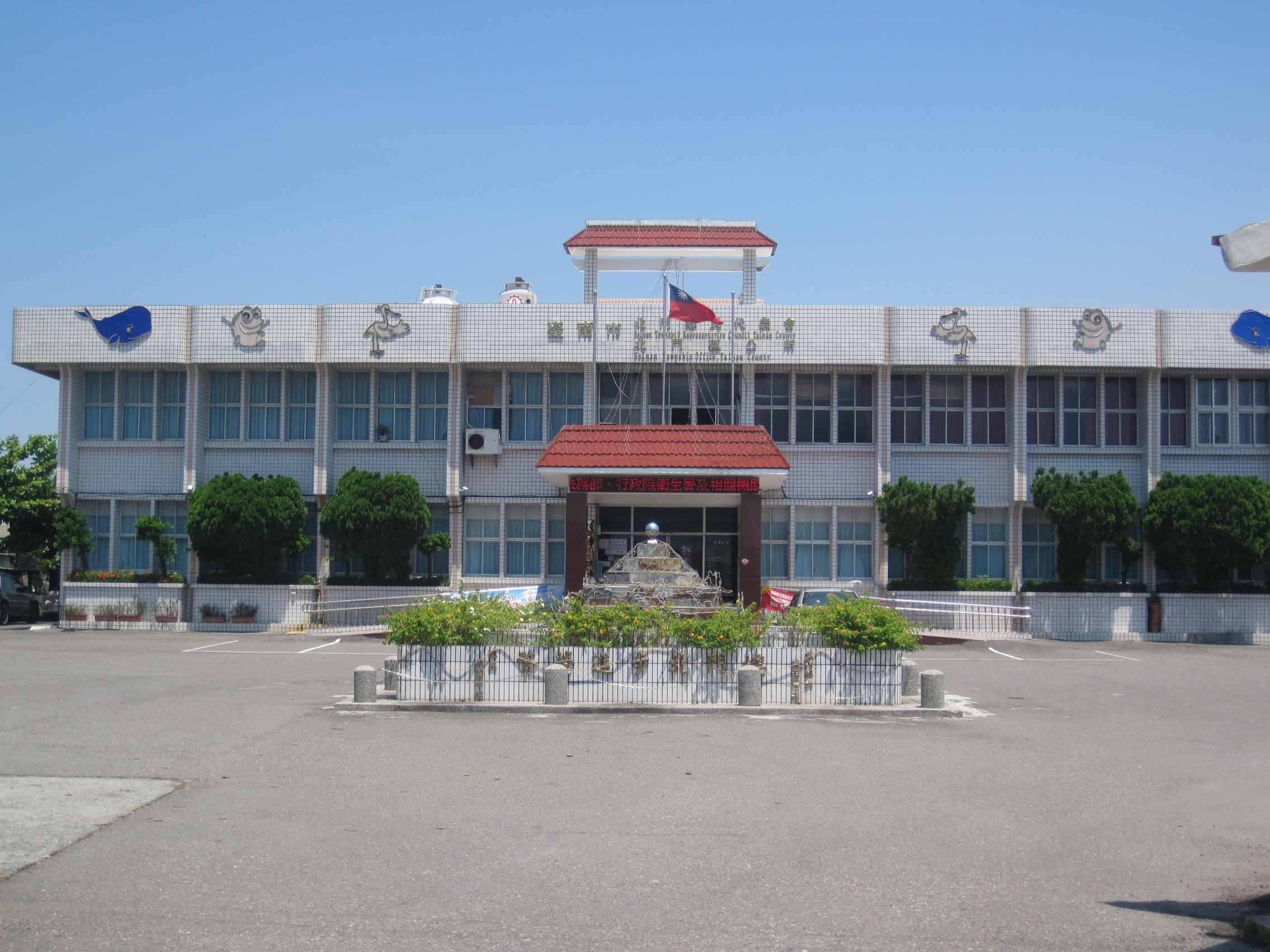
北門區公所

北門區公所是臺南市政府在北門區的派出機關，在中華民國政府架構中為市政府綜理區政的執行機關，上級業務監督機關為臺南市政府。区长由市長任命，其任期為無任期保障。在區長及主任秘書之下，設有4課3室等7個內部單位:166。

### 行政區
現今北門區行政範圍的確立，來自於1920年，日本將臺灣十二廳改為五州二廳，設北門庄屬臺南州北門郡。北門轄北門、蚵寮、渡子頭、溪底寮等4個大字:164。1945年，北門庄改為「北門鄉」，屬臺南縣北門區:164－165。1950年，調整行政區域並裁撤區署，北門鄉改直隸於臺南縣。2010年12月25日，臺南縣市合併改制為直轄市，北門鄉改制為市轄區「北門區」，隸屬臺南市:165。
北門區共轄10里85鄰，其行政區域分布情形為：
| 北門區行政區劃 |        |      |        |      |        |      |        |
|                |        |      |        |      |        |      |        |
| 編號           | 里名   | 編號 | 里名   | 編號 | 里名   | 編號 | 里名   |
| 1              | 雙春里 | 2    | 錦湖   | 3    | 蚵寮里 | 4    | 保吉里 |
| 5              | 玉港里 | 6    | 永隆里 | 7    | 北門里 | 8    | 慈安里 |
| 9              | 三光里 | 10   | 文山里 |      |        |      |        |

## 教育

### 國民中學
- 臺南市立北門國民中學

### 國民小學
- 臺南市北門區北門國民小學
- 臺南市北門區三慈國民小學
- 臺南市北門區文山國民小學
- 臺南市北門區蚵民小學
- 臺南市北門區錦湖國民小學

## 交通

### 公車資訊
| 編號     | 經營業者   | 路線                               | 備註 |
| -------- | ---------- | ---------------------------------- | --- |
| 61       | 新營客運   | 新營－臺灣鹽博物館                 | - 台灣好行西濱快線。 - 經鹽水、高跟鞋教堂、水晶教堂、七股鹽山。 - 此路線橫跨嘉義縣、台南市兩地。 - 新營站10:20發車，於臺灣鹽博物館16:40折返。 |
| 61區間車 | 新營客運   | 南鯤鯓代天府－臺灣鹽博物館         | - 台灣好行西濱快線。 - 經水晶教堂、七股鹽山。                                                                                                 |
| 藍1      | 興南客運   | 佳里－苓子寮－西埔內－南鯤鯓       | |
| 藍2      | 興南客運   | 佳里－溪底寮－南鯤鯓               | - 部分班次繞駛井仔腳、蘆竹溝。 |
| 藍3      | 興南客運   | 佳里－學甲－蘆竹溝                 | |
| 藍4      | 台一大車隊 | 學甲區公所－灰瑤港－西埔內－南鯤鯓 | - 全線使用小黃公車營運。 |
| 棕1      | 新營客運   | 新營－雙春                         | - 除5:50雙春發車班次，其餘班次皆延駛至雙春濱海遊憩區。 - 部分班次延駛至北門國中（不經雙春、遊憩區）。                                         |
| 棕5      | 新營客運   | 新營－好美里                       | - 此路線橫跨嘉義縣、台南市兩地。 - 經鹽水、義竹、布袋、南鯤鯓。                                                                               |

### 公路
- 台61線
  - 281 南鯤鯓南鯤鯓交流道
  - 283 北門北門交流道
  - 289 三寮灣三寮灣交流道
- 台84線（東西向快速道路 北門－玉井）
  - 1 北門北門交流道
- 台17線
- 市道171號：北門區 - 學甲區
- 市道173甲線：北門區蘆竹溝 - 將軍區
- 市道174號：北門區蘆竹溝 - 學甲區

### 公共自行車YouBike
至2023年6月21日止，北門區共設2站，分別為：
- 井仔腳瓦盤鹽田
- 北門遊客中心

## 旅遊
- 北門鹽場
- 北門水晶教堂
- 南鯤鯓代天府
- 蚵寮保安宮
- 北門嶼永隆宮
- 井仔腳興安宮
- 三寮灣東隆宮
- 雲嘉南濱海國家風景區
- 井仔腳鹽田與鎮海將軍廟
- 臺灣烏腳病醫療紀念館（英语）（原「臺灣烏腳病之父」王金河診所）
- 北門潟湖
- 雙春濱海遊憩區
- 北門觀光漁場（海濤園）
- 錢來也雜貨店
- 洪通故居紀念園區

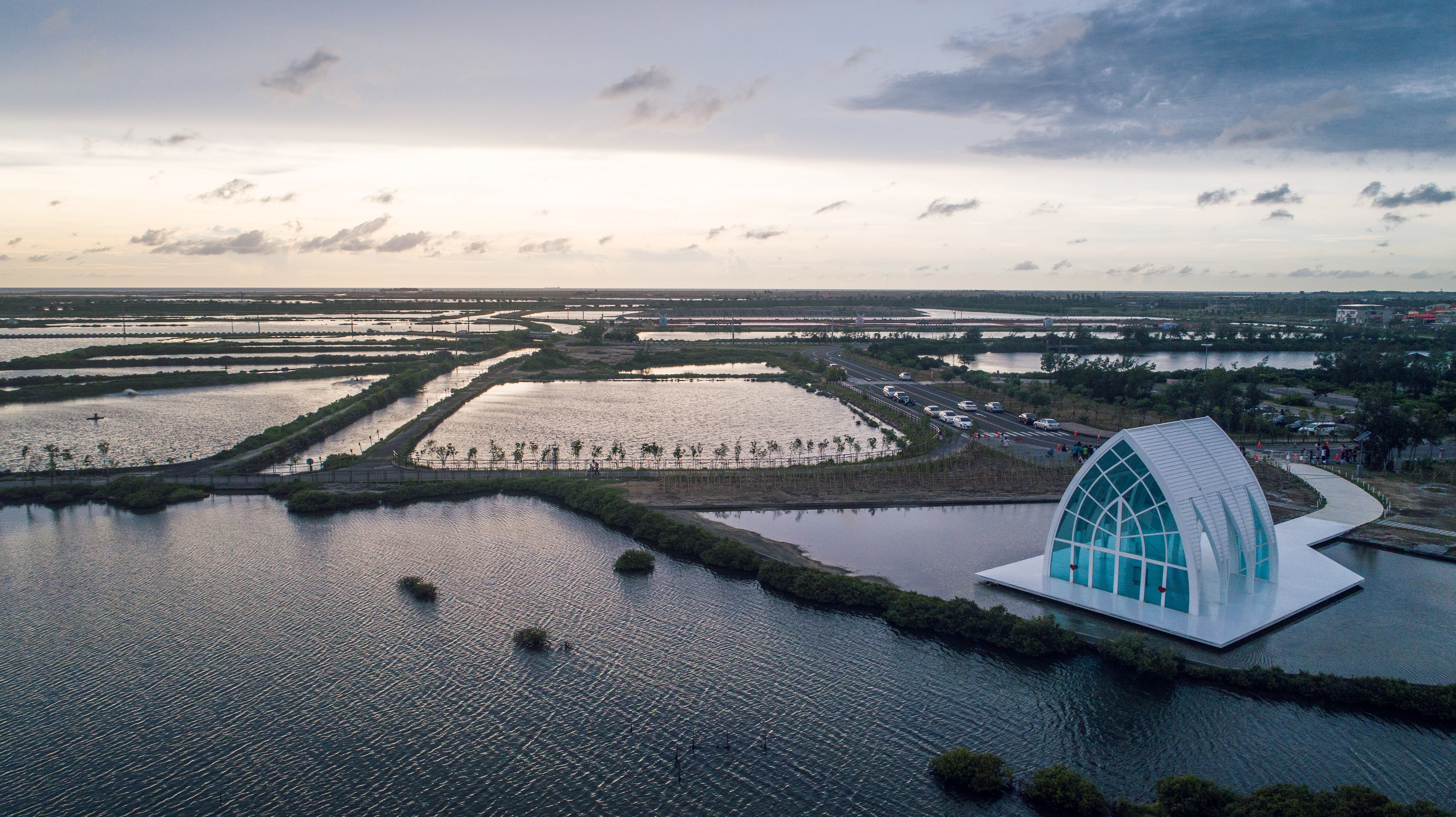
傍晚的北門水晶教堂
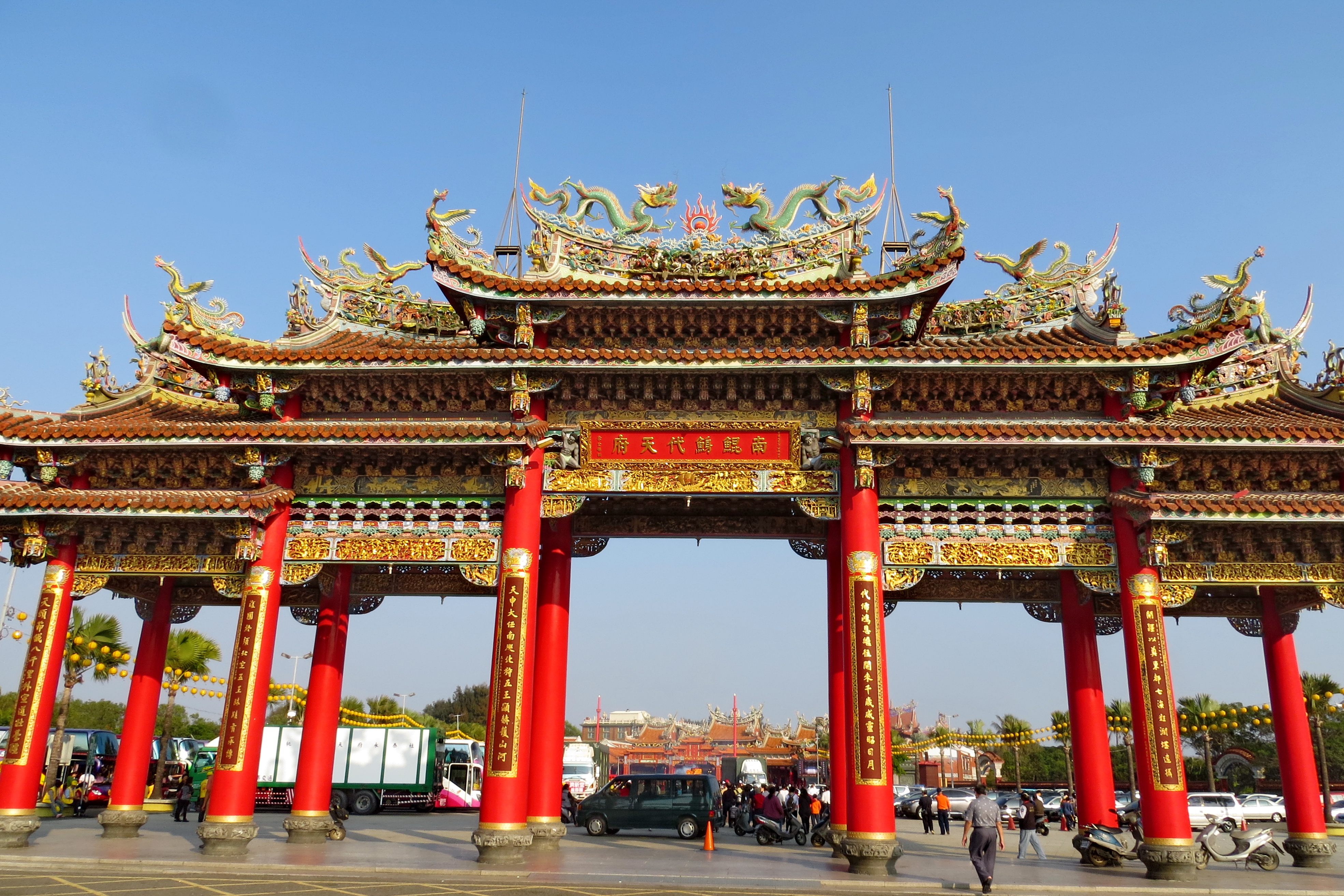
南鯤鯓代天府的牌樓
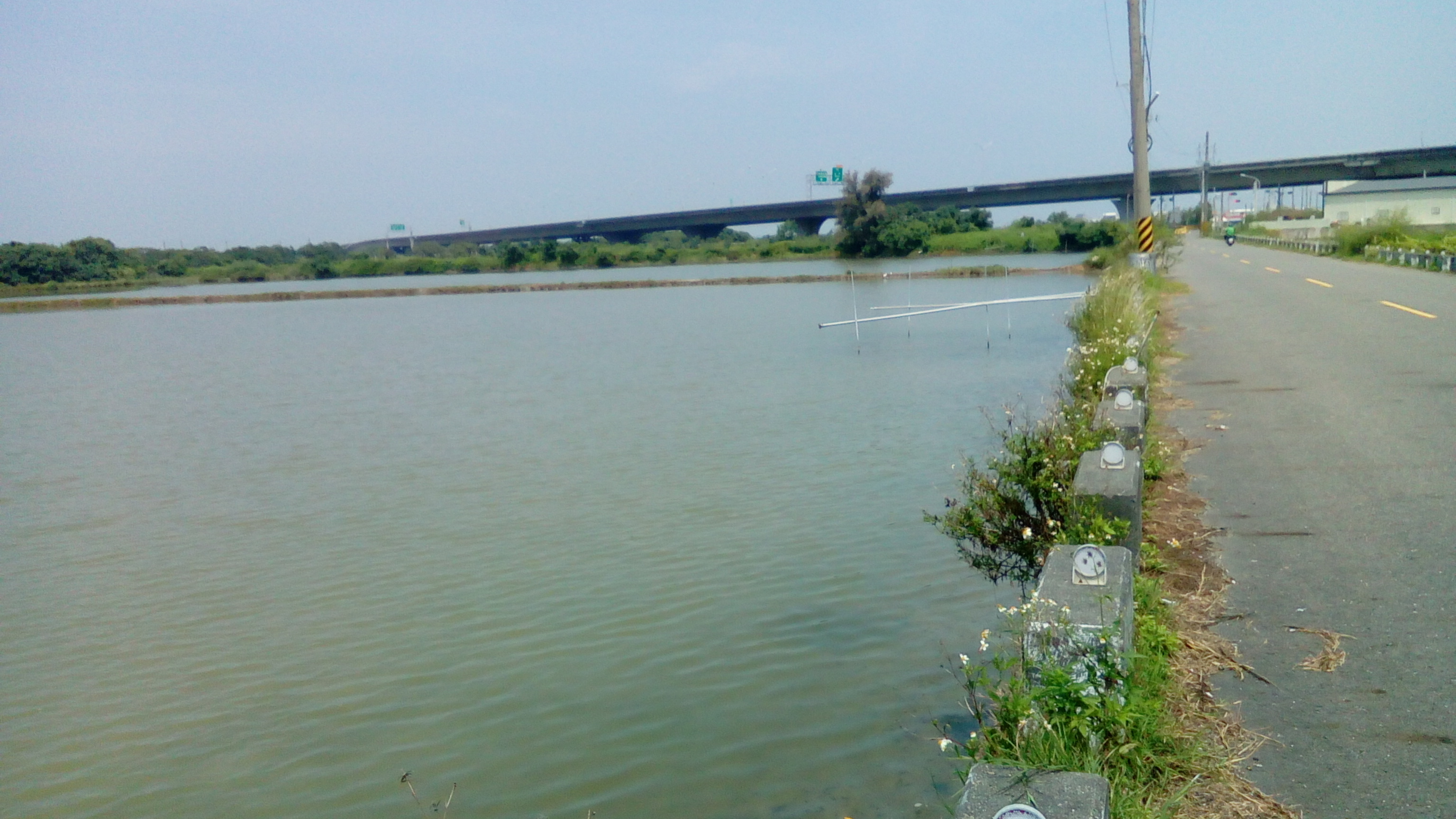
北門區保吉里鹽田
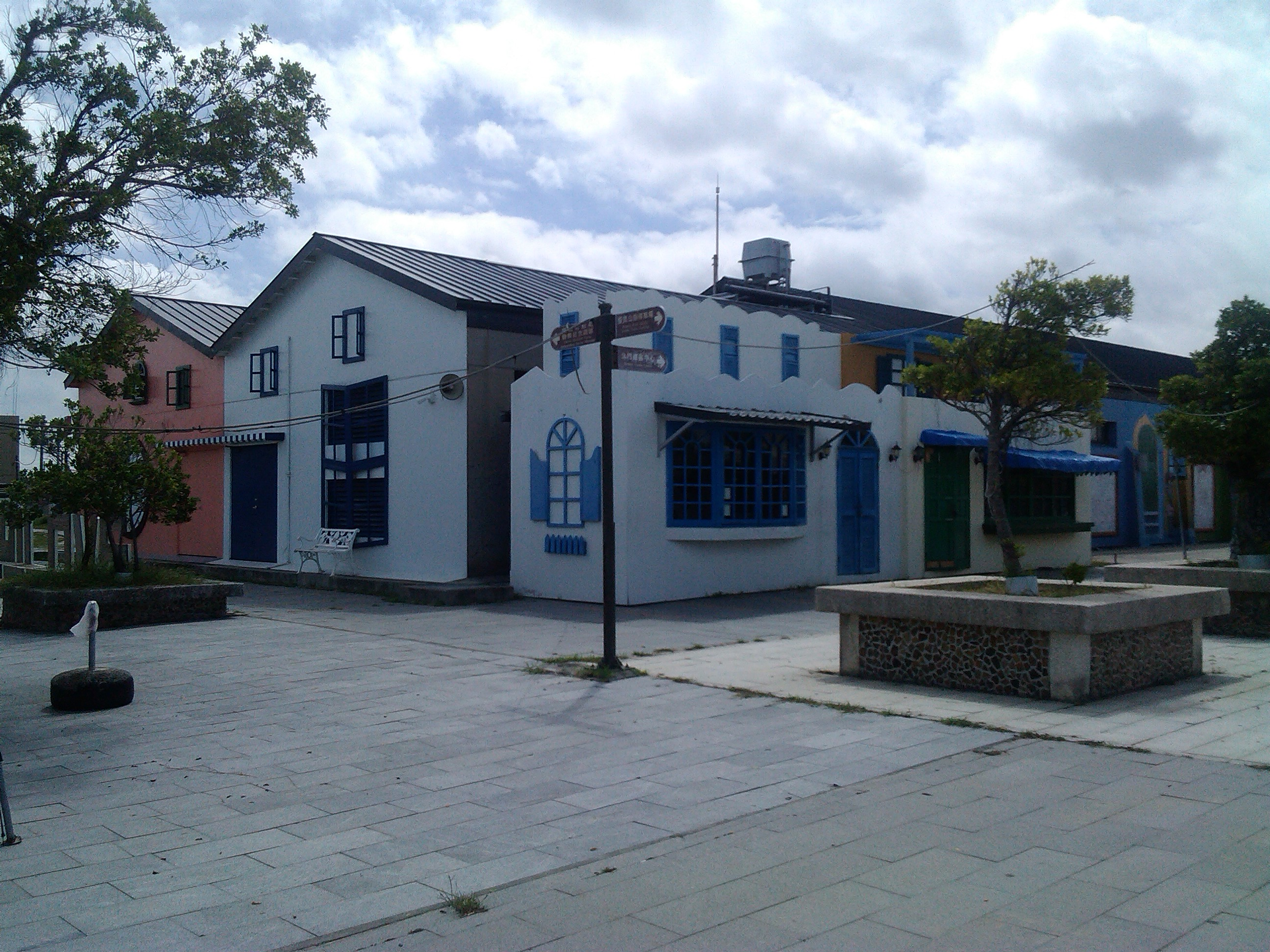
北門遊客中心
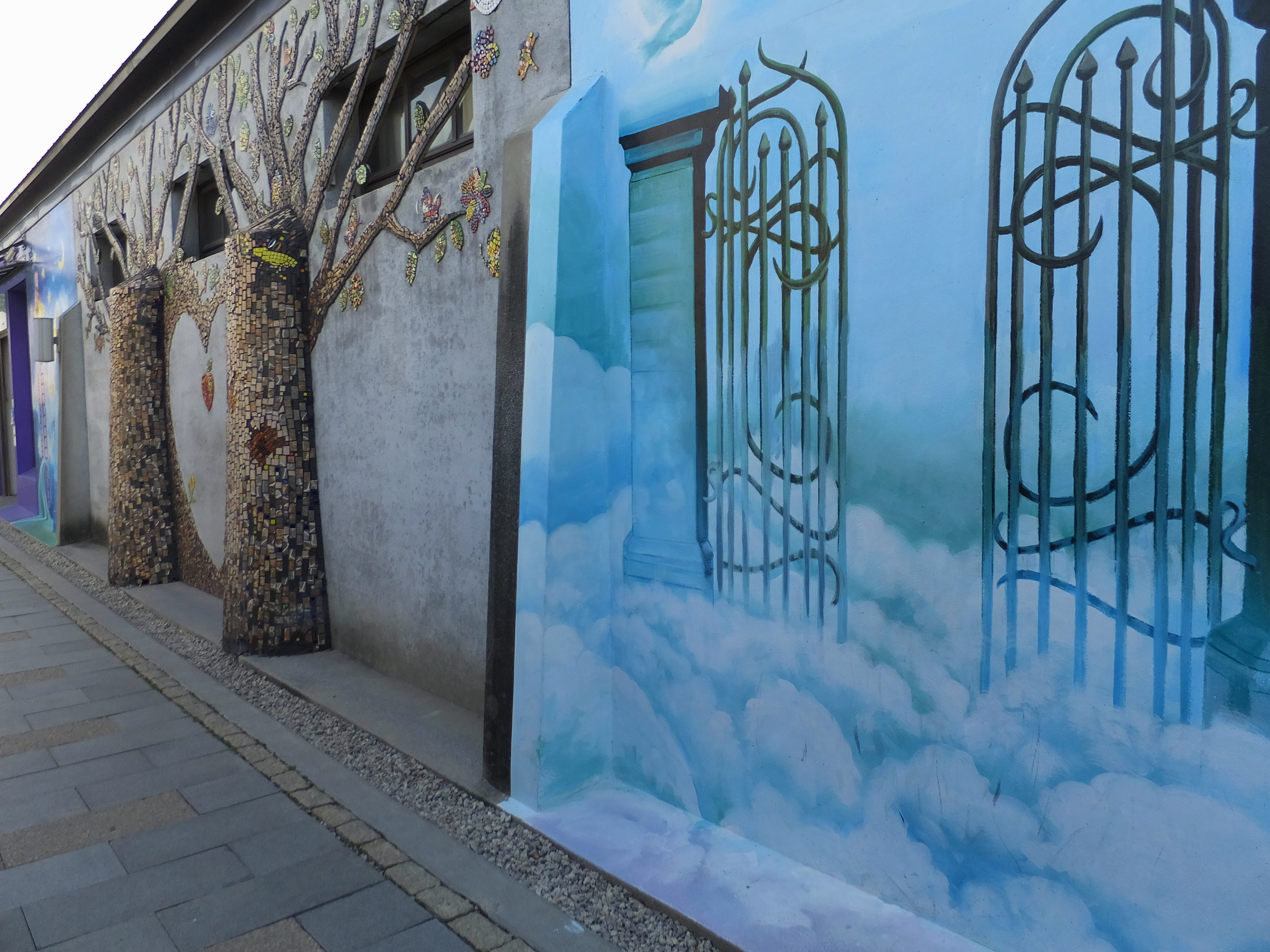
北門遊客中心一景
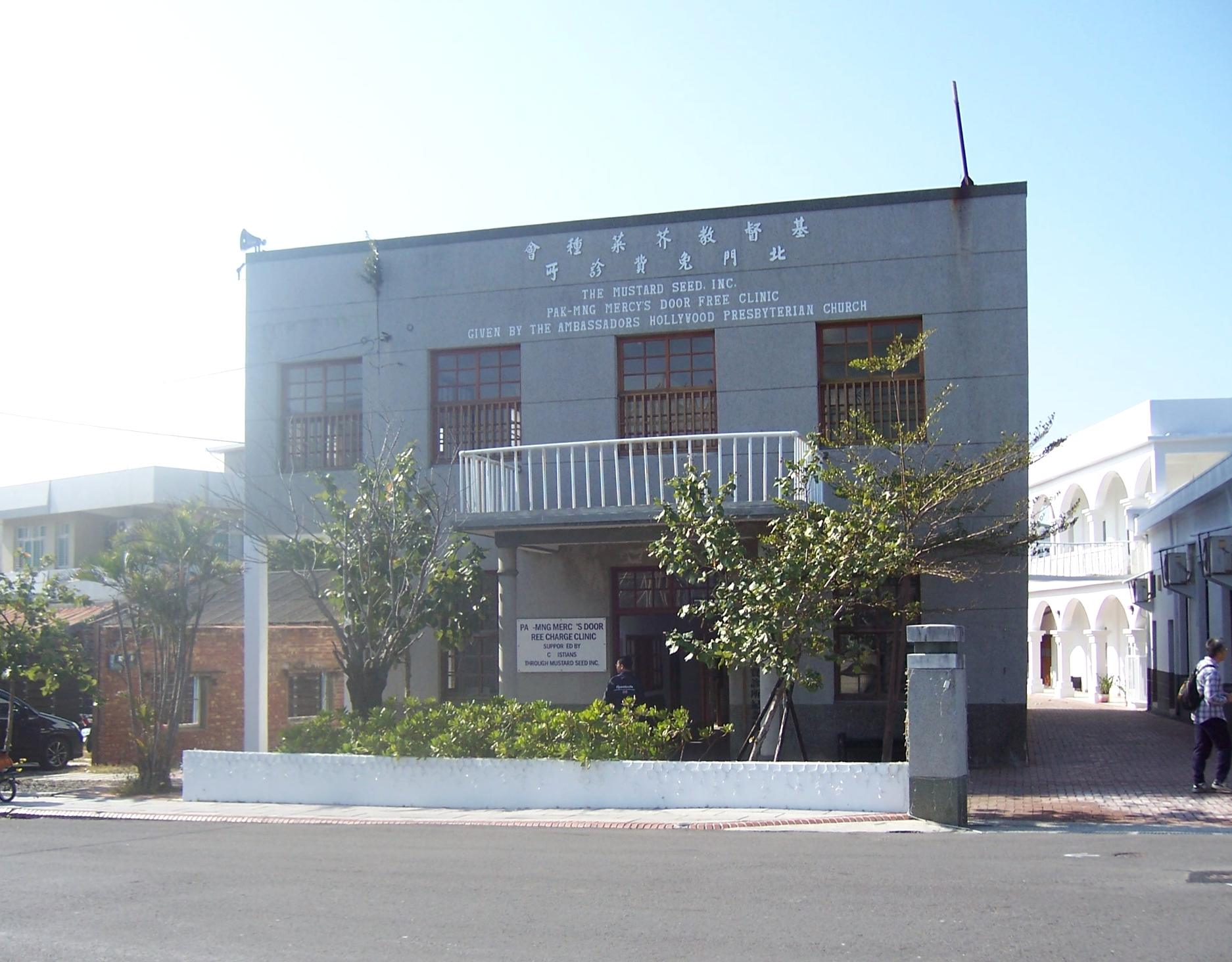
基督教芥菜種會北門免費診所，現為台灣烏腳病醫療紀念園區的一部分
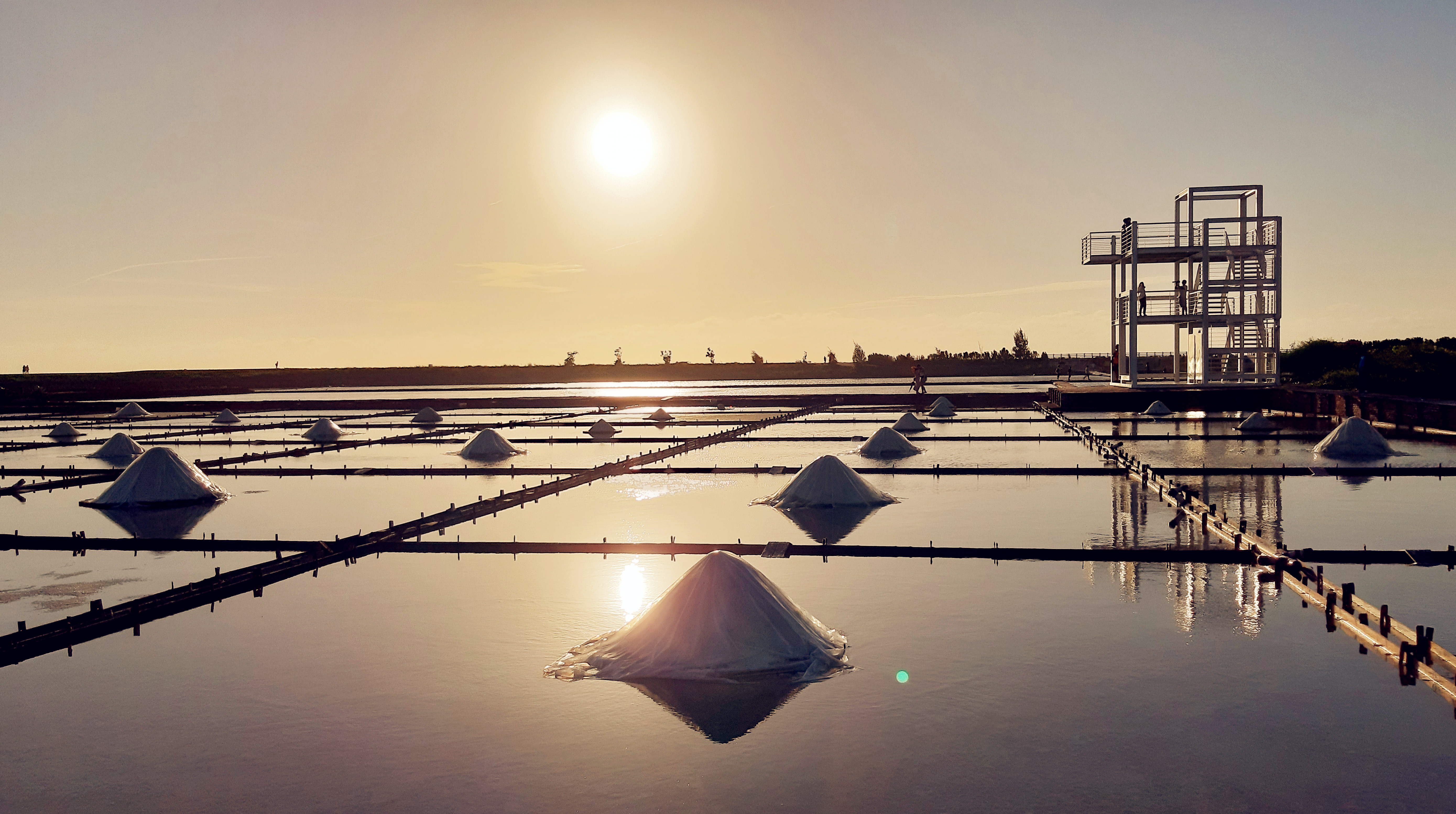
「井仔腳瓦盤鹽田」是北門的第一座鹽田，也是現存最古老的瓦盤鹽田遺址，原為清領時期的瀨東鹽場，原稱為「瀨東場」的井仔腳瓦盤鹽田原來設於鳳山縣大林蒲，後遭洪水淹沒，遷移到台南佳里的外渡頭附近，至清嘉慶23年（西元1818年）再遭水患肆虐，1818年遷此至今未再移位，是北門鹽場的第一口鹽田，也是台灣最古老的現址鹽田，至今已有200年歷史。
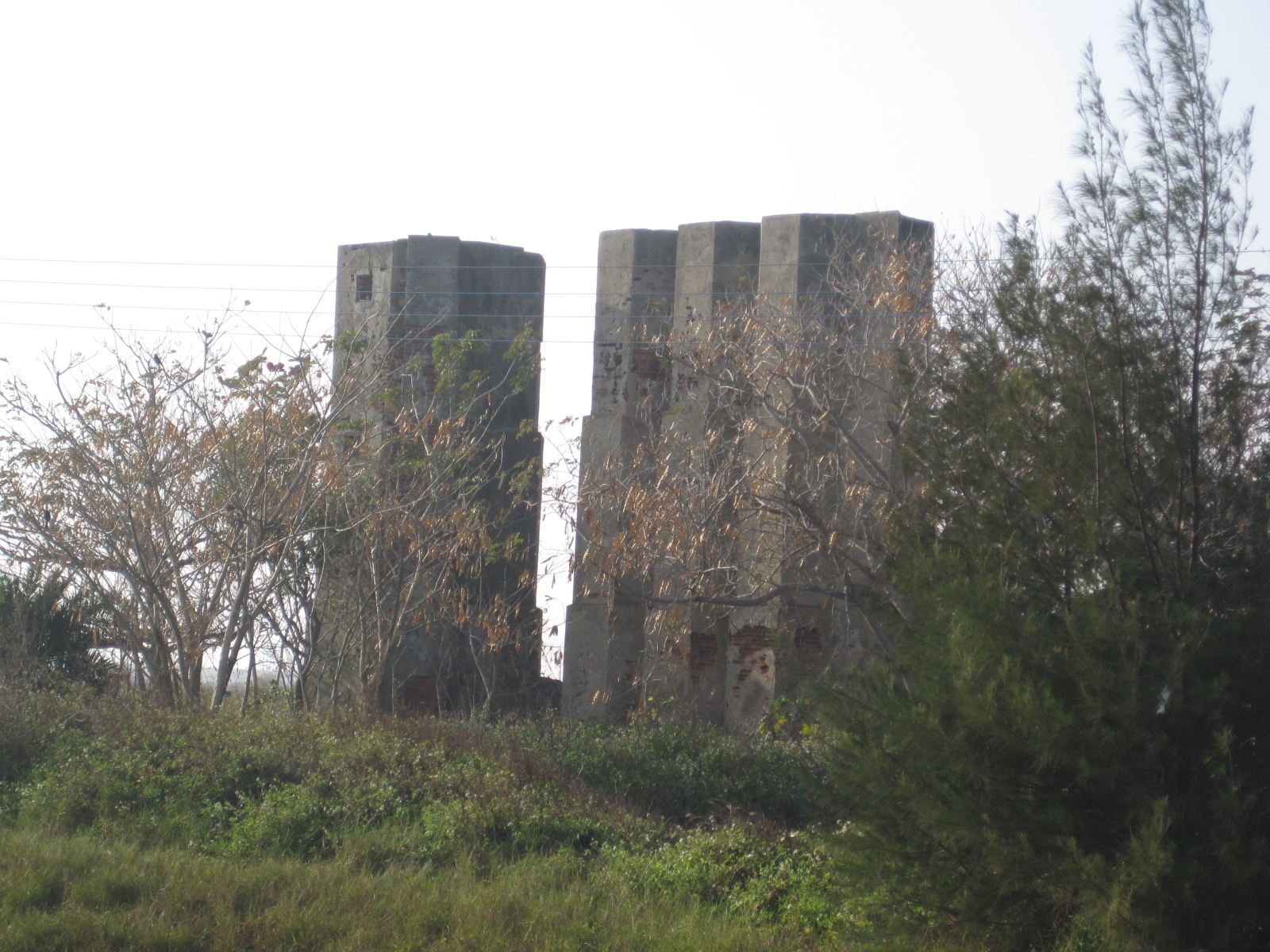
北門南化磚塔
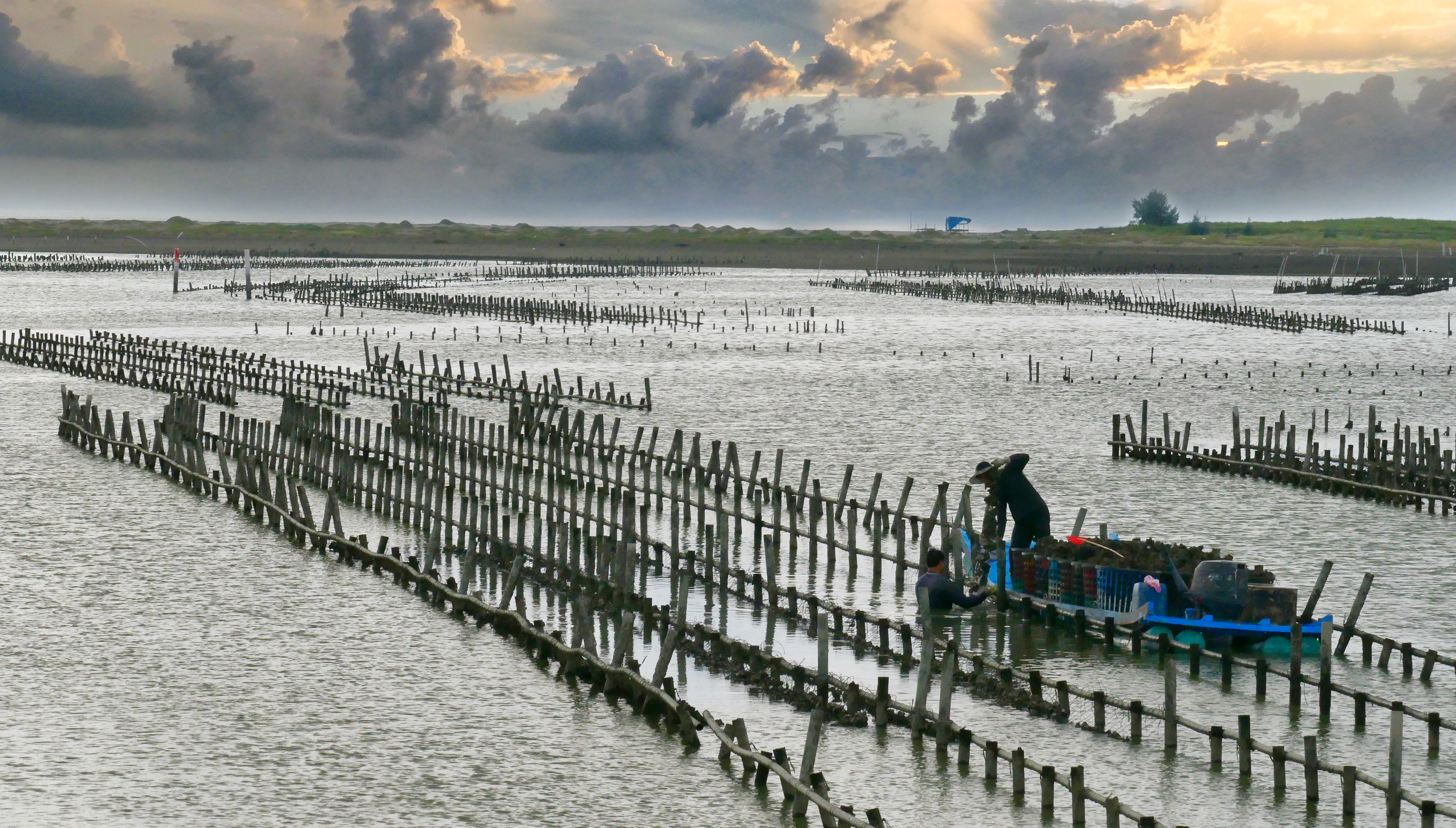
井仔腳養蚵人家

## 外部連結
- 北門區公所（页面存档备份，存于）
- 雲嘉南濱海國家風景區
- 北門區沿革 （页面存档备份，存于）